# Grand Theft Auto: London-expansionspaket
Grand Theft Auto: London 1969 och Grand Theft Auto: London 1961 är expansionspaket för spelet Grand Theft Auto utvecklade av DMA Design (nuvarande Rockstar North), Tarantula Studios (nuvarande Rockstar Lincoln), Rockstar Canada (nuvarande Rockstar Toronto) och Runecraft. Utgivet 1999 av BMG Interactive (nuvarande Take-Two Interactive) och ASC Games (nedlagt år 2000).
Expansionerna är skapade med hjälp av tredjepartsverktyg som är utvecklade av diverse fan, bl.a. GTAC:ars, M1 och Junction 25. På webbplatsen för GTAC:ars kan man läsa "Fortsätt ert utmärkta arbete. Er editor är mycket mer avancerad än det vi använde när vi faktiskt skapade GTA" skrivet av DMA Design.

## Grand Theft Auto: London 1969
Denna del utspelar sig i London år 1969 och släpptes till PC för DOS och Microsoft Windows, samt Playstation - Förmodligen det enda expansionspaketet för Playstation. 
Detta är det första expansionspaketet och utgör alltså del två i spelserien Grand Theft Auto. Det innehåller 30 nya fordon och 32 nya uppdrag. Istället för påhittade städer har den här fått sitt namn av en verklig stad.

## Grand Theft Auto: London 1961
Detta paket var gratis vid utgivningen, men kräver Grand Theft Auto: London 1969, som i sin tur kräver Grand Theft Auto. Det innehåller nya uppdrag och 22 nya fordon. Liksom det första expansionspaketet utgörs städerna av verkliga städer.
Grand Theft Auto: London 1961 är det andra och hittills sista expansionspaketet för Grand Theft Auto och utgör alltså del tre i spelserien Grand Theft Auto.
Detta expansionspaket släpptes enbart till PC för DOS och Microsoft Windows till skillnad från London 1969 som också släpptes för Playstation. Det är också det minst kända spelet i serien, vilket förmodligen beror på att det inte annonserades av DMA Design, utan var bara en gratis nedladdning från dem.